# Ghiyath al-Din I di Delhi
Ghiyāth al-Dīn Balban, talora trascritto Ghiyās-ud-Dīn Balban, (in persiano غياث الدين بلبن ألغ خان‎, Ghiyāth al-Dīn Balban Ulugh Khān; ... – 1287), è stato un sultano mamelucco che ha regnato su Delhi dal 1266 fino alla sua morte.

## Biografia
Figlio di un nobile turco della tribù Ilbari, catturato durante la sua infanzia dai Mongoli e venduto come schiavo a Ghazni. Più tardi, fu acquistato dal sultano Shams al-Dīn Īltutmish nel 1232 e fa parte dei 40 ufficiali d'origine servile creati da quest'ultimo: i cihilgani. 
È nominato nāʾib (reggente) dal sultano Nāṣir al-Dīn Maḥmūd nel 1249, che divenne suo genero avendo sposato sua figlia, e che esercitava di fatto il potere. 
Contribuisce a evitare la disintegrazione dell'Impero e riorganizza l'amministrazione. Alla morte di Nāṣir al-Dīn Maḥmūd (che non aveva figli), diventa sultano. 
Durante il suo regno deve affrontare diverse minacce: i complotti dell'aristocrazia turca, i sommovimenti degli hindu e le incursioni dei Mongoli. Per risolvere il problema degli intrighi tra le diverse fazioni dei malik (signori), impone una disciplina assai severa, accompagnata da una grande austerità di vita: la prosternazione diventa obbligatoria e il sultano è considerato come l'"ombra di Dio sulla Terra" e come un sovrano divinamente ispirato. Balban non esita a fare assassinare gli aristocratici più riottosi nei confronti della sua autorità. Riesce comunque a reprimere l'insurrezione dei Mewati, così come la rivolta dei Rajput hindu del Doāb. A quell'epoca, sono respinti numerosi raid di Mongoli contro Lahore (le più rilevanti delle quali avvengono nel 1271 e nel 1279). Un insieme di fortificazioni è costruito per fermare la loro avanzata. Balban deve intervenire contro i tentativi separatisti del Bengala (1280) e pone il suo secondo figlio Bughrā Khān alla testa del governatorato di questa provincia.

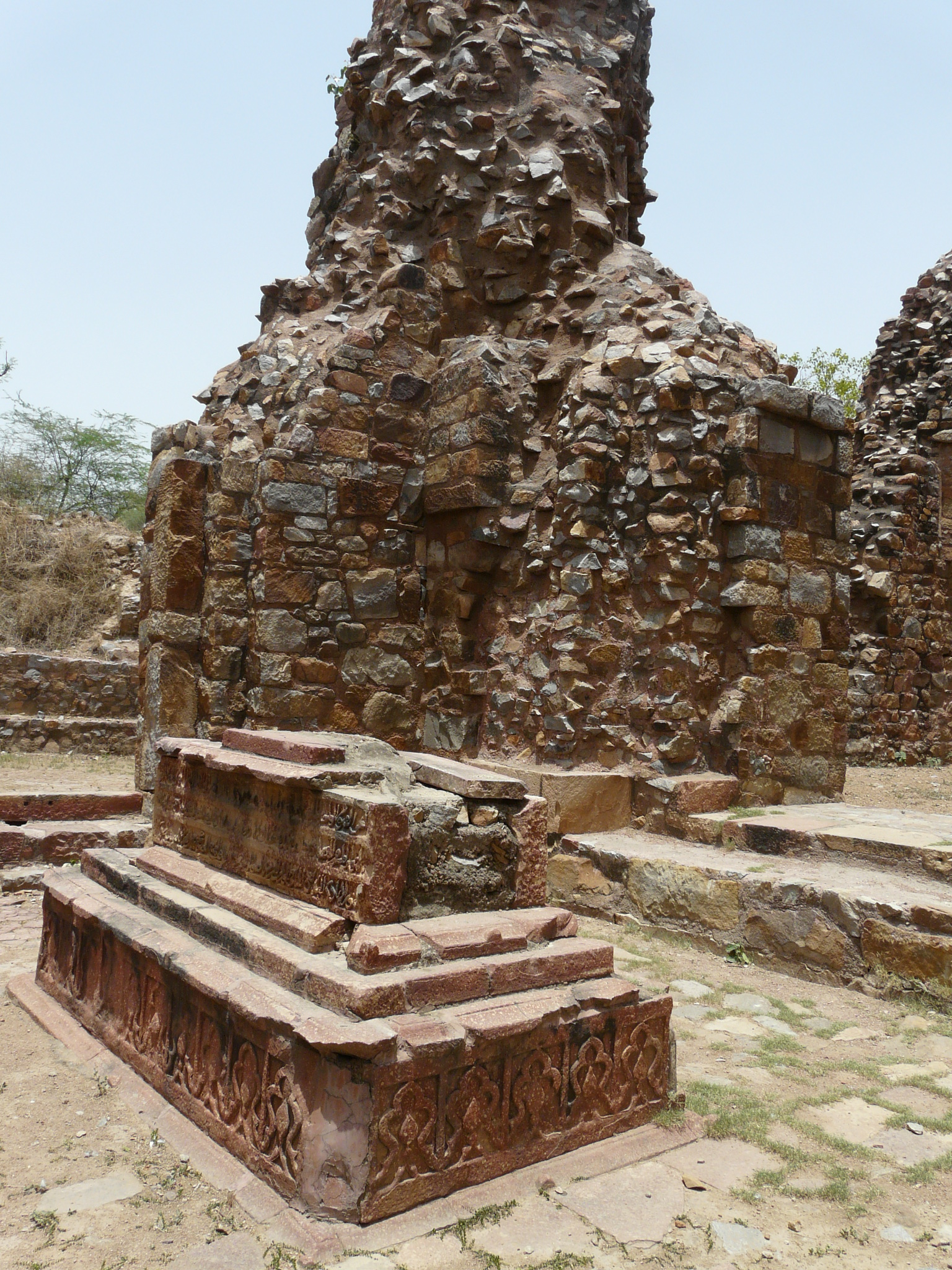
Tomba di Ghiyāth al-Dīn Balban a Mehrauli (pressi di Delhi).

Nel 1285 una nuova incursione mongola è bloccata sulle rive dell'Indo dal figlio primogenito e preferito del sultano, Muḥammad Shāh. Questi, pur vittorioso, è tuttavia ucciso in battaglia. Alla morte di Balban nel 1287 i suoi successori, spesso manipolati dalle fazioni dei malik, si disputano l'eredità. Nel 1290, il turco iranizzato Jalāl al-Dīn Fīrūz Khaljī s'impadronisce del potere e fonda la dinastia dei Khaljī.